# Jane Forth
Jane Forth (4 de marzo de 1953) es una actriz, modelo y maquilladora estadounidense conocida por ser una "superestrella" de Warhol y "chica de Antonio" en la década de 1970.

## Primeros años
Jane Forth nació el 4 de marzo de 1953 en St. Clair Shores, Míchigan y pasó allí su infancia. Con 15 años abandonó el instituto y se mudó con su familia a Nueva York, donde comenzó a trabajar en una tienda de antigüedades del Upper East Side.

## Carrera
Forth fue descubierta por Antonio López en 1968 cuando paseaba con Donna Jordan por la fuente Bethesda de Central Park en Nueva York y éste le pidió que posara para él. Desde entonces fue retratada frecuentemente por López para numerosas publicaciones, entre las que destaca el New York Times, y se convirtió en su amiga íntima, llegando a viajar a París con él y su séquito formado por Pat Cleveland, Donna Jordan, Corey Tippin, Karl Lagerfeld y Andy Warhol.
Conoció fugazmente a Warhol también en 1968 durante un encuentro entre su novio de ese momento, Jay Johnson, y el hermano gemelo de éste y amante de Warhol, Jed Johnson, en el hogar familiar de Warhol en Madison Avenue. No fue hasta el año siguiente que empezó su relación con el artista al ser fichada para sustituir a otra actriz en su película Trash. Su papel, mayormente improvisado, fue el de una ama de casa de clase alta que tiene un encontronazo con el protagonista, interpretado por Joe Dallesandro, y destacó entre los demás por ser la única que no se desnudó durante la película.
Tras el estreno de Trash en 1970 Forth se convirtió en una it girl y empezó a despertar interés en el mundo de la moda. En julio de ese año fue fotografiada por Jack Mitchell para un artículo de cuatro páginas a todo color en la revista LIFE, donde fue apoda la "nueva cara del momento" y comparada con modelos de la talla de Twiggy y Penelope Tree. De igual forma en ese año llamó la atención de la diseñadora Diane Von Furstenberg en una fiesta, quien la invitó a modelar para la primera colección de sus icónicos wrap dresses. También trabajó como aprendiz de Charles James y Halston. Forth apareció además en las páginas de Vogue, Harper's Bazaar y After Dark, entre otras publicaciones.
Su relación con Andy Warhol continuó afianzándose en esta época. Después de participar en Trash trabajó junto con su coprotagonista Joe Dallesandro como recepcionista de The Factory, viajó con Warhol y su círculo íntimo por Estados Unidos y Europa y pasó el verano en su casa de Southampton. Continuó colaborando con Warhol y el director Paul Morrissey protagonizando L'Amour, rodada en París en 1970, y tuvo un papel secundario en la película Women in Revolt al año siguiente.
En 1971, con 17 años, tras una estancia de tres meses por trabajo en Japón Forth descubrió que estaba embarazada y optó por abandonar su carrera, una decisión que fracturó su relación con Warhol al considerar éste que se encontraba en su punto álgido. No obstante, en 1972 y 1973 participó en dos documentales sobre Warhol ya con su hijo en brazos y en 1977 tuvo un papel anecdótico en la película Bad.
A mediados de los años 70 se formó en maquillaje para cine y efectos especiales y trabajó durante años en películas, anuncios de televisión y videoclips, hasta que quedó embarazada de nuevo y volvió a retirarse de forma definitiva.

## Imagen característica
Forth se hizo conocida en los años 70 por su apariencia: tez pálida, cejas depiladas casi por completo excepto a los lados del ceño, labios rojos, colorete intenso, sombra de ojos combinando amarillo, celeste y magenta y pelo recogido hacia los lados y acabado con aceite Wesson. Este look característico fue creado en colaboración con el maquillador Corey Tippin. A la hora de vestir citaba a actrices de los años 20 y 30, entre ellas Clara Bow, Claudette Colbert, Bette Davis, Hedy Lamarr, Dorothy Lamour, Vivian Leigh o Myrna Loy, como sus referencias. Según la propia Forth, gastaba unos 25 centavos en cada maquillaje y alrededor de 12,50 dólares en cada vestido en tiendas de segunda mano.

## Legado
En los últimos 50 años Jane Forth se ha convertido en un icono del maquillaje y su imagen característica ha sido emulada en numerosas ocasiones. La más notable fue la película Dallas Buyers Club en 2013, en la que el maquillaje del personaje de Jared Leto se creó utilizando una foto de Jane Forth como referencia. En 2015, una de las portadas del número de diciembre de Vogue Italia la protagonizó la modelo y cantante Karen Elson caracterizada de forma casi idéntica a Forth. En septiembre de 2021 el maquillaje para el desfile de Fendi primavera/verano 2022 con temática de Studio 54 se inspiró también en ella.

Sobre la falta de reconocimiento declaró en 2014:
Es agradable que te valoren y te reconozcan de cierta manera, ser inspiración para alguien. (...) Habría estado bien que alguien hiciese algo llamado "La Cara Detrás de La Cara", ¿sabes? Pero hay muchas cosas hoy en día. Muchos desfiles y cosas así... Les he visto hacer el look entero. Ya sabes, las caras que creé. Me hace sentir bien. Si me voy de este mundo y he sido inspiración para algo, me siento exitosa. Eso es el éxito para mi. (...) Ser inspiración, yo creo, es un gran logro en la vida. Es satisfactorio.

## Vida personal
Cuando llegó a Nueva York empezó a salir con Jay Johnson, el hermano gemelo de Jed Johnson del que Andy Warhol fue pareja durante años. En 1971 quedó embarazada del actor Eric Emerson, y ese mismo año tuvo a su primer hijo, Emerson Forth, al que crio soltera. A mediados de los años 70 comenzó una relación con el director de fotografía Oliver Wood, con el que estuvo casada durante 22 años y tuvo dos hijas, Katharine y Fiona Wood, que crio en Los Angeles. A partir de los años 70 se ha mantenido alejada de la vida pública a excepción de contadas apariciones en la prensa desde 2012, y en la actualidad reside en Hudson, Nueva York.

## Filmografía

### Como actriz
| Año  | Título                                  | Director                    | Notas                      | Ref.   |
| ---- | --------------------------------------- | --------------------------- | -------------------------- | ------ |
| 1970 | Trash                                   | Paul Morrissey              | Personaje principal, Jane  | [ 23 ] |
| 1971 | Women in Revolt                         | Paul Morrissey              | Personaje secundario, Jane | [ 13 ] |
| 1972 | Andy Warhol                             | Lana Jokel                  | Documental, ella misma     | [ 14 ] |
| 1973 | L'Amour                                 | Andy Warhol, Paul Morrissey | Personaje principal, Jane  | [ 24 ] |
| 1973 | Warhol                                  | David Bailey                | Documental, ella misma     | [ 15 ] |
| 1977 | Bad                                     | Jed Johnson                 | Cameo, peatón gritando     | [ 16 ] |
| 2017 | Antonio Lopez 1970: Sex Fashion & Disco | James Crump                 | Documental, ella misma     | [ 3 ]  |

### Como maquilladora
| Año  | Título                 | Ref.   |
| ---- | ---------------------- | ------ |
| 1981 | El asesino de Rosemary | [ 25 ] |